# Аппа Тенцінг
Аппа Тенцінг, відомий також як Аппа Шерпа (англ. Lhakpa Tenzing, гінді आप्पा शेर्पा; нар. між 1960 і 1962 роками) — непальський альпініст, шерпа. Відомий як людина, яка частіше за інших (21 раз на кінець травня 2011 року) піднімалася на вершину Евереста.

## Біографія
Аппа народився між 1960 і 1962 роком в селі Тейм (Thame) біля підніжжя Евереста. Точна дата його народження невідома, так як, як і у більшості шерпа, не була записана. В молодості він займався перенесенням спорядження і допомогою альпіністським групам.
Влітку 1988 року він одружився з Ян Чі (Yang Chi) з околиць Тейма. У цьому шлюбі народилося 4 дітей.
Вперше здійснив сходження на Еверест 10 травня 1990 року, після трьох більш ранніх невдалих спроб. 22 травня 2008 року піднявся на вершину цієї найвищої гори світу в 18-й раз, що є абсолютним рекордом.
У грудні 2006 року за допомогою американських друзів переїхав до Дрейпера (штат Юта, США), щоб дати дітям можливість здобути гарну освіту.
У травні 2009 року було здійснено 19-те сходження, яке було присвячене очищенню гори від сміття, залишеного за довгі роки різними групами альпіністів.
22 травня 2010 удвадцяте підкорив Еверест у складі чергової екологічної експедиції.

### Сходження на гору Еверест
Аппа здійснив 21 сходження на Еверест.
| #  | Дата                | Експедиція                                          |
| -- | ------------------- | --------------------------------------------------- |
| 1  | 10 травня 1990 року | International                                       |
| 2  | 8 травня 1991 року  | Sherpa Support/American Lhotse                      |
| 3  | 12 травня 1992 року | New Zealand                                         |
| 4  | 7 жовтня 1992 року  | Everest International                               |
| 5  | 10 травня 1993 року | American                                            |
| 6  | 10 жовтня 1994 року | Everest International                               |
| 7  | 15 травня 1995 року | American On Sagarmatha                              |
| 8  | 26 квітня 1997 року | Indonesian                                          |
| 9  | 20 травня 1998 року | EEE                                                 |
| 10 | 26 травня 1999 року | Asian-Trekking                                      |
| 11 | 24 травня 2000 року | Everest Environmental Expedition                    |
| 12 | 16 травня 2002 року | Swiss Everest 50th Anniversary Expedition 1952—2002 |
| 13 | 26 травня 2003 року | American Commemorative Expedition                   |
| 14 | 17 травня 2004 року | Dream Everest Expedition 2004                       |
| 15 | 31 травня 2005 року | Climbing for a cure                                 |
| 16 | 19 травня 2006 року | Team No Limit                                       |
| 17 | 16 травня 2007 року | SuperSherpas                                        |
| 18 | 22 травня 2008 року | The Eco Everest Expedition                          |
| 19 | 21 травня 2009 року | The Eco Everest Expedition                          |
| 20 | 22 травня 2010 року | The Eco Everest Expedition                          |
| 21 | 11 травня 2011 року | The Eco Everest Expedition                          |